# Жан-П'єр Мельвіль
Жан-П'єр Мельві́ль (фр. Jean-Pierre Melville, справжнє прізвище — Грумбах (фр. Grumbach); 20 жовтня 1917, Париж, Франція — 2 серпня 1973, Париж, Франція) — французький кінорежисер, сценарист, продюсер та актор.

## Біографія та кар'єра
Жан-П'єр Грумбах народився 20 жовтня 1917 року у Парижі в сім'ї ельзаських євреїв. З дитячих років захоплювався кіномистецтвом, постійно відвідуючи кінотеатри та намагаючись знімати любительські фільми. Переходу до професійного кінематографу Жану-П'єру завадила Друга світова війна, під час якої він служив спочатку у складі британської армії, потім в лавах французьких визволителів. Саме в той час Жан-П'єр Грумбах взяв собі псевдонім Мельвіль як данину улюбленому письменникові Герману Мелвіллу, зберігши його надалі як артистичний. Повернувшись з фронту, подав заявку на ліцензію асистента режисера; діставши відмову, вирішив ставити фільми своїми засобами.
У 1945 Жан-П'єр Мельвіль створив власну фірму «Сосьєте Мельвиль продюксьон», виступаючи в різних іпостасях — від продюсера до монтажера. Вважається, що саме цей досвід малобюджетного кіно багато в чому передбачив відкриття французької «нової хвилі».
Помер Жан-П'єр Мельвіль 2 серпня 1973 року у Парижі від серцевого нападу під час обіду з другом — кінорежисером Філіпом Лабро, в ресторані готелю PLM Saint-Jacques. Похований на паризькому цвинтарі Пантен.
Відродження інтересу до творчості Мельвіля припало на 1990-і роки, коли його стали називати серед низки своїх кумирів такі режисери, як Квентін Тарантіно та Джон Ву.

## Режисерський почерк
Працюючи незалежно на власних студіях, Жан-П'єр Мельвіль завоював популярність трагічними, мінімалістськими фільмами-нуар, такими як «Самурай» (1964) та «Червоне коло» (1970), в яких головні ролі виконували провідні харизматичні актори — Ален Делон, Жан-Поль Бельмондо, Ліно Вентура, Серж Реджані. Режисерський стиль Мельвіля, що склався під впливом американського кінематографу, фетишизує типові аксесуари гангстерських фільмів — зброю, костюми і особливо капелюхи. У поведінці гангстерів режисера цікавлять не стільки зміст та мета, скільки їх зовнішній бік — процедура, ритуал.
Жан-П'єр Мельвіль увійшов до історії французького кінематографу не лише як оспівувач гангстерської романтики, але і як режисер такого значного фільму як «Армія тіней», який є справжньою сагою про Французький Опір.

## Фільмографія
Режисер
- 1945 — 24 години з життя клоуна / Vingt-quatre heures de la vie d'un clown (к/м)
- 1949 — Мовчання моря / Le silence de la mer
- 1950 — Жахливі діти / Les enfants terribles
- 1953 — Коли ти прочитаєш цього листа / Quand tu liras cette lettre
- 1955 — Боб — марнотратник життя / Bob le flambeur
- 1959 — Двоє на Мангеттені / Deux hommes dans Manhattan
- 1961 — Леон Морен, священик / Léon Morin, prêtre
- 1962 — Стукач / Le doulos
- 1963 — Старший Фершо / L'aîné des Ferchaux
- 1966 — Друге дихання / Le deuxième souffle
- 1967 — Самурай / Le samouraï
- 1969 — Армія тіней / L'armée des ombres
- 1970 — Червоне коло / Le cercle rouge
- 1972 — Поліцейський / Un flic

Актор
- 1950 — Орфей
- 1959 — Двоє на Мангеттені / Deux hommes dans Manhattan
- 1959 — Знак лева / Le Signe du Lion
- 1960 — На останньому подиху
- 1963 — Ландрю

Продюсер
- 1946 — 24 години з життя клоуна / Vingt-quatre heures de la vie d'un clown
- 1949 — Мовчання моря / Le silence de la Mer (виконавчий продюсер)
- 1950 — Жахливі діти / Les enfants terribles
- 1953 — Коли ти прочитаєш цього листа / Quand tu liras cette lettre
- 1956 — Боб — марнотратник життя / Bob le flambeur

## Визнання
| Рік                                | Категорія                        | Фільм                  | Результат |
| ---------------------------------- | -------------------------------- | ---------------------- | --------- |
| Венеційський кінофестиваль         |                                  |                        |           |
| 1961                               | Приз Венеції                     | «Леон Морен, священик» | Перемога  |
| Міжнародний кінофестиваль у Чикаго |                                  |                        |           |
| 1974                               | Золотий Ґ'юго за найкращий фільм | «Жахливі діти»         | Номінація |